# カラ・フレグ
カラ・フレグ（モンゴル・テュルク語：Qara Hülegü、ペルシア語：قره‌هولگو / قره‌هولاقو Qara Hūlagū/Qara Hūlāqū、 ? - 1252年）は、モンゴル帝国の皇族で、チャガタイ家の第2代、第4代当主（1241年-1246年、1252年）。チンギス・カンの次男チャガタイの長男であるモエトゥケンの四男、つまりチンギス・カンの曾孫である。オイラト王家出身のオルクナ・ハトゥンを娶り、彼女との間に後にムバーラク・シャーを儲けた。『元史』では合剌旭烈大王、『集史』などのペルシア語表記では قرا هولاكو Qarā Hūlākū、『高貴系譜（Mu'izz al-Ansāb）』では（一部、『五族譜（Shu'ab-i Panjgāna）』でも） قرا هولاووQarā Hūlāwū とも書かれる。

## 生涯
1241年、チャガタイは臨終の際、子のモエトゥケンが先のバーミヤーン攻囲戦で亡くなっていたため、そのウルスを孫のカラ・フレグに継承し、この世を去った。
1242年、第2代皇帝オゴデイ・カアンからカン（Qan）位を授かる。
1246年、第3代皇帝のグユク・カンは生存している息子を差し置いて孫を当主に選ぶのは不可解であるとし、チャガタイの子イェス・モンケにチャガタイ・ウルスの領有権とカン（Qan）位を与えた。同じ年、イラン総督のコルグズが有罪に処されて連行されてきたので、カラ・フレグは彼の口に土を詰めて処刑した。
1248年、皇帝グユク・カンが崩御したため、クリルタイが開催されるとトルイの長男モンケが推挙されたが、オゴデイ家とチャガタイ家のイェス・モンケはこれに反対したため、即位は難航した。1251年になって、オゴデイ家とチャガタイ家がクリルタイに出席しなかったため、第4代皇帝にモンケが即位することとなった。
1252年、モンケ・カアンは自身の即位に反対した勢力を粛清するとともに、チャガタイ・ウルスの当主（カン）であったイェス・モンケを処刑し、代わってカラ・フレグを次の当主にすることを決めたが、カラ・フレグは赴任する途中で死去してしまう。代わりにカラ・フレグの妃オルガナはイェス・モンケの死刑を実行し、チャガタイ・ウルスの政務を代行する。

## 宗族
カラ・フレグの正妃は、オイラト王家のトレルチ・キュレゲンとチンギス・カンの娘チェチェゲンとの娘であったオルクナ・ハトゥンであり、彼女との間にムバーラク・シャーを儲けている。他にトゥグルク・シャーとバイラームという娘たちがいたらしい。トゥグルク・シャーはスルドス部族出身のマング＝テムルという部将に嫁ぎ、イディ・クルトカという娘を儲けた。このイディ・クルトカはイルハン朝のガザンの妃となっている。
父
モエトゥケン
母
不詳（『五族譜』『高貴系譜』によると、ナイマン部族出身の側室）
兄弟
長兄 バイジュ
次兄 ブリ（アビシュカの父で、ブカ・テムル、ナリクの祖父）
三兄 イェスン・トア（バラクの父）
后妃
オルクナ・ハトゥン
男子
ムバーラク・シャー （母はオルクナ・ハトゥン）
女子
トゥグルク・シャー
バイラーム?